# Olesicampe ocellata
Olesicampe ocellata là một loài tò vò trong họ Ichneumonidae.